# 물품세
물품세(物品稅, 영어: excise tax, commodity tax)는 특정한 물품에 대해 과세하는 소비세이다. 대한민국에서는 주세와 개별소비세, 유류세 등이 물품세이다.
판매가 아닌 내부 소비를 위해 일반적으로 제조 시점에 부과되는 제조 상품에 대한 관세이다. 물품세는 특정 방향으로 지정된 국경을 넘을 때 기존 상품에 부과되는 관세와 관련이 있는 경우가 많다. 관세는 국경에서 과세 품목이 되는 상품에 부과되는 반면 물품세는 내륙에 존재하게 된 상품에 부과된다.
물품세는 간접세로 간주된다. 즉, 정부에 부과금을 지불하는 생산자 또는 판매자는 상품의 최종 구매자가 지불하는 가격을 인상하여 손실을 만회하려고 한다. 물품세는 일반적으로 판매세 또는 부가가치세(VAT)와 같은 간접세와 함께 부과된다.

## 같이 보기
- 세관